# Голышев, Вячеслав Николаевич
Вячесла́в Никола́евич Голышев — младший сержант Вооружённых Сил СССР, участник войны в Афганистане, погиб при исполнении служебных обязанностей, кавалер ордена Красной Звезды (посмертно).

## Биография
Родился 10 октября 1963 года в городе Тюмени.
Окончил среднюю школу, расположенную в посёлке Мелиораторов в черте его родного города (ныне — средняя школа № 45 города Тюмени). Трудился электромонтёром конторы связи города Мегиона Ханты-Мансийского автономного округа Тюменской области.
9 ноября 1982 года Голышев был призван на службу в Вооружённые Силы СССР Центральным районным военным комиссариатом города Тюмени. Служил в инженерных частях специального назначения. В мае 1983 года Голышев был направлен в Демократическую Республику Афганистан, где получил назначение на должность командира отделения роты специального минирования.
Многократно Голышев вместе со своим подразделением принимал участие в боевых операциях. В основном занимался обезвреживанием установленных моджахедами мин. В общей сложности за год и три месяца, что младший сержант Голышев провёл в Афганистане, его отделение очистило от мин 114 километров троп и дорог в условиях гористой местности. Только лично командир отделения обезвредил 20 мин. 2 августа 1984 года ему была поставлена задача обеспечить проход через минное поле разведывательной группы. При проведении работ по обезвреживанию взрывных устройств произошла детонация, в результате которой младший сержант Вячеслав Николаевич Голышев погиб.
Похоронен на Червишевском кладбище Тюмени.
Указом Президиума Верховного Совета СССР посмертно был удостоен ордена Красной Звезды.

## Память
- В честь Голышева в 2006 году названа улица в бывшем посёлке Мелиораторов города Тюмени[3].
- На здании средней школы № 45 города Тюмени, которую некогда оканчивал Голышев, в 2009 году установлена мемориальная доска в память о нём[2].
- В память о Голышеве регулярно проводятся памятные мероприятия[4].